# Stanisław Wielgus (lotnik)
Stanisław Wielgus (ur. 30 października 1926 w Sieprawiu, zm. 12 lipca 2024) – polski pilot doświadczalny, konstruktor lotniczy i instruktor lotniczy. W czasie II wojny światowej łącznik Armii Krajowej, żołnierz oddziału partyzanckiego „Harnasie”.

## Lotnicza droga
W maju 1945 roku, w Krakowie rozpoczął szkolenie szybowcowe na wzgórzach Bodzowa. Z tego miejsca dokonał pierwszego samodzielnego lotu na poniemieckim jednomiejscowym szkolnym szybowcu SG-38. Miało to miejsce w czerwcu 1945 roku. Na tym kursie pierwsze lotnicze szlify uzyskali też Julian Bojanowski i Andrzej Abłamowicz, którzy podobnie jak Stanisław Wielgus zostali pilotami doświadczalnymi. 
Podnosił lotnicze kwalifikacje. W 1949 roku pobił należący do Wandy Modlibowskiej rekord długotrwałości lotu wynikiem 35 godzin 14 minut (szybowiec IS-B Komar). W 1950 r. uzyskał Złotą Odznakę Szybowcową (nr 7). Był pilotem szybowca Sohaj podczas kręcenia zdjęć do filmu Pierwszy start. 
Od 1948 roku studiował na Wydziale Lotniczym Politechniki Krakowskiej. Po zlikwidowaniu tego wydziału przeniósł się na Wydział Samochodowy, który ukończył w roku 1951 jako inżynier. Otrzymał nakaz pracy w Szybowcowym Zakładzie Doświadczalnym w Bielsku, gdzie pracował jako konstruktor (m.in. pod opieką Władysława Nowakowskiego). Nie przerwał kariery sportowej, w 1952 roku miał komplet diamentów do Złotej Odznaki Szybowcowej. Pod okiem instruktora Zbigniewa Chronika przeszedł przeszkolenie spadochronowe, wykonał 21 skoków treningowych plus 1 ratowniczy, udany dzięki wcześniejszemu treningowi. W tymże roku uzyskał uprawnienia pilota doświadczalnego III klasy i rozpoczął obloty budowanych szybowców seryjnych. Nietypowa było szkolenie samolotowe. Instruktor Tadeusz Góra po 2 lotach na samolocie CSS-13 wypuścił Stanisława Wielgusa samodzielnie w powietrze (szkolenia praktycznego nie przechodził, podobnie jak młodszy kolega szybownik Jerzy Wojnar). W latach 1954–1965 był członkiem kadry narodowej w szybownictwie. W 1957 roku posiadał już II klasę pilota samolotowego. Razem z innymi pilotami (wspomniany Jerzy Wojnar i dr Tadeusz Śliwak) prezentował akrobację zespołową na szybowcu akrobacyjnym IS-4 Jastrząb. 

## Pilot doświadczalny
W 1958 roku, po tragicznej śmierci Antoniego Śmigla rozpoczął pracę w Zakładzie Badań w Locie Instytutu Lotnictwa w sekcji śmigłowcowej. Przeszkolenie uzyskał w Świdniku na śmigłowcu Mi-1 (instruktorzy Wiącek i Kosioł). Uprawnienia śmigłowcowego pilota doświadczalnego uzyskał w roku 1960. Od tego momentu miał komplet uprawnień do lotów doświadczalnych na szybowcach, samolotach i wiropłatach, wcześniej takie uprawnienia mieli tylko Wiktor Pełka i Andrzej Abłamowicz. Miał uprawnienia na samoloty odrzutowe Lim-2, TS-11 Iskra i Jak-40. W 1967 roku, po tragicznej śmierci Stanisława Skrzydlewskiego podjął się wykonania prób korkociągowych na szybowcu SZD-30 Pirat. Na jednym z egzemplarzy doszło do skrajnego zablokowania lotki. Pracą pozostałych sterów połamał w powietrzu szybowiec, wyskakując na 150 metrach nad ziemią na spadochronie.  
Pracę zawodową zakończył w roku 1986, pracując później na zlecenie do roku 1991. Jako instruktor szkolenia szybowcowe w górach prowadził do roku 2001. W ostatnim locie doszło do wypadku – szczątki szybowca zatrzymały się na dużym buku. Wyszedł z tego z niewielkimi obrażeniami, jednak postanowił zakończyć tym epizodem 56-letnią, nieprzerwaną karierę lotniczą.

## Dorobek
- W okresie 1945–2001 w szybownictwie wylatał ponad 5200 godzin, w tym 3150 godzin lotów instruktorskich i 226 godzin lotów doświadczalnych.
- W okresie 1953–2001 w lataniu samolotowym 4916 godzin w tym 756 godzin lotów instruktorskich i 882 godziny lotów doświadczalnych.
- W okresie 1959–1991 w lataniu na śmigłowcach 3360 godzin w tym 665 godzin lotów instruktorskich i 1480 godziny lotów doświadczalnych.

Daje to łączny imponujący nalot 13476 godzin, w tym 2588 godzin lotów doświadczalnych. 
Odznaczony m.in. Krzyżem Kawalerskim Orderu Odrodzenia Polski, Brązowym medalem Za zasługi dla obronności kraju, Krzyżem Armii Krajowej, Odznaką pamiątkową Akcja „Burza”. 